# Charles de Romrée de Vichenet
Charles Joseph Marie Ghislain François Jean de Romrée de Vichenet (Beuzet, 13 augustus 1884 - Gembloers, 24 april 1957) was een Belgisch diplomaat.

## Biografie

### Familie
Graaf Charles de Romrée de Vichenet, telg uit het geslacht de Romrée de Vichenet, was een zoon van graaf Henri de Romrée de Vichenet, burgemeester van Beuzet en provincieraadslid van Henegouwen, en Gabrielle de Beauffort. Hij was een kleinzoon van Charles de Romrée de Vichenet, burgemeester van Beuzet, en Albert de Beauffort, burgemeester van Onoz, gouverneur van Namen en senator.
Hij trouwde in 1906 in Oostduinkerke met Madeleine Crombez (1887-1975), dochter van Henri Crombez, burgemeester van Taintignies, senator en volksvertegenwoordiger. Ze kregen twee zoons en een dochter.
- Henri de Romrée de Vichenet (1907-1985), diplomaat, trouwde in 1930 in Pepinster met Andrée Lejeune de Schiervel (1906-1976). Ze kregen drie zoons en twee dochters, met afstammelingen tot heden. Hij hertrouwde in 1976 in Ukkel met Paulette de Schacken (1910-1999).
- Marie de Romrée de Vichenet (1909-1994), schrijfster, pseudoniem Sophie Deroisin, trouwde in 1938 in Oostduinkerke met André Nève de Mévergnies (1909-1938). Ze kregen een zoon, met afstammelingen tot heden.
- Monique de Romrée de Vichenet (°1911), trouwde in 1934 in Oostduinkerke met Jacques-Émile Paris (1905-1978), Frans ambassadeur. Het huwelijk bleef kinderloos.

### Loopbaan
De Romrée de Vichenet was in 1919 secretaris van de Belgische delegatie bij de Vredesconferentie van Parijs en van 1919 tot 1921 bij de conferenties over Duitse herstelbetalingen na de Eerste Wereldoorlog. Vervolgens was hij geaccrediteerd in Den Haag, Madrid, Mexico-Stad en Havana. In 1931 werd hij ministerraad in Belgrado en in 1938 ambassadeur in Madrid. In 1940 vervoegde hij de regering in ballingschap in Londen, waar hij van 1941 tot 1943 het departement Politieke Zaken van Buitenlandse Zaken leidde, een post die hij van 1944 tot 1946 ook bekleedde. Van 1947 tot 1949 was hij secretaris-generaal van het ministerie van Buitenlandse Zaken.